# Rosalba hovorei
Rosalba hovorei är en skalbaggsart som beskrevs av Touroult 2007. Rosalba hovorei ingår i släktet Rosalba och familjen långhorningar.
Artens utbredningsområde är Martinique. Inga underarter finns listade i Catalogue of Life.